# Политика Юкона
Политика Юкона сосредоточена вокруг управления территорией Юкон.
На федеральном уровне Юкон представлен двумя политиками. В 1902 году Юкон получил одно место в парламенте, а в 1975 году получил право назначать одного сенатора от территории.

## Разделение полномочий
Исполнительная власть на территории Юкона представлена комиссаром территории. Функции комиссара аналогичны функциям лейтенант-губернатора. В настоящее время комиссаром Юкона является Джеральдина Ван Биббер.
Законодательную власть представляет Законодательное собрание Юкона, состоящее из 18 членов. Законодательное собрание Юкона — единственный законодательный орган территорий Канады, который выбирается по партийной системе.

## Управление землёй
Функции управления землёй территории Юкон разделены между правительствами и департаментами. Существует четыре типа управления: правительство Юкона контролирует свободные земли Юкона и осуществляет зонирование по акту о развитии территории и деление земли по акту о делении и муниципальному акту; правительства первых наций Юкона контролируют земли индейцев; восемь муниципальных администраций осуществляют контроль за использованием земли внутри границ муниципалитетов; правительство Канады контролирует земли на территории трёх национальных парков и национального заповедника .

## История
В начале 1898 года вопрос об выделении Юкона из состава Северо-Западных территорий обсуждался в палате общин Канады. Акт о территории Юкон почти полностью повторил акт о Северо-Западных территориях, подписанный в 1871 году. Руководить территорией должен был комиссар Юкона, который подчинялся непосредственно федеральному министру Клиффорду Сифтону. Законодательное собрание территории решено было сделать назначаемым правительством Канады, а не выборным, как у Северо-Западных территорий. Основной причиной этого стало то, что 90 % жителей Юкона были приезжими, в основном американцами.
Совет территории, основанный в 1898 году, состояло из четырех человек, назначаемых правительством Канады, во главе с комиссаром территории. С 1900 года совет был частично избираемым (выбиралось два члена из восьми), а в 1909 году Юкон получил право полностью выбирать правительство, которое к тому времени состояло из 10 человек. До 1979 года комиссар Юкона был одновременно и главой правительства (премьером), и главой субъекта (лейтенант-губернатором).
В 1977 году был принят акт Юкона о выборах, по которому совет территории был заменён на Законодательное собрание Юкона. В 1978 году состоялись 28-е выборы на территории Юкона. В 1979 году за комиссаром территории были оставлены только протокольные функции.